# Ивдељ
Ивдељ (рус. Ивдель) град је у Русији у Свердловској области. Према попису становништва из 2010. у граду је живело 17775 становника.

## Становништво
| 1959.  | 1970.  | 1979.  | 1989.  | 2002.  | 2010.  |
| ------ | ------ | ------ | ------ | ------ | ------ |
| 22.009 | 15.308 | 15.944 | 19.014 | 19.324 | 17.775 |